# Dynamena dispar
Dynamena dispar är en nässeldjursart som först beskrevs av John Fraser 1938.  Dynamena dispar ingår i släktet Dynamena och familjen Sertulariidae. Inga underarter finns listade i Catalogue of Life.